# Kay Ullrich
Kay Morrison Ullrich (* 5. Mai 1943 in Prestwick; † 4. Januar 2021) war eine schottische Politikerin und Mitglied der Scottish National Party (SNP).

## Leben
Ullrich besuchte die Ayr Academy sowie das Queen’s College in Glasgow. Anschließend war sie als Sozialarbeiterin tätig.

## Politischer Werdegang
Im Jahre 1965 trat Ullrich in die SNP ein. Später wurde sie stellvertretende Parteivorsitzende und Parteisprecherin für Gesundheit und Soziales. Erstmals trat sie bei den Britischen Unterhauswahlen 1983 zu Wahlen auf nationaler Ebene an. In ihrem Wahlkreis Cunninghame South erhielt sie jedoch nur rund 6,9 % der Stimmen und verpasste damit das Mandat für das Britische Unterhaus deutlich. Bei den Unterhauswahlen 1987 in Cunninghame South und 1992 in Motherwell South konnte sie zwar jeweils ihren Stimmenanteil erhöhen, gewann jedoch nicht das Direktmandat. Nach dem Tod des Labour-Abgeordneten John Smith im Jahre 1994 wurden im Wahlkreis Monklands East Neuwahlen fällig, zu denen Ullrich antrat. Obschon sie den Stimmenanteil der SNP deutlich steigern konnte, unterlag sie doch der Labour-Kandidatin Helen Liddell.
Bei den ersten Schottischen Parlamentswahlen im Jahre 1999 bewarb sich Ullrich um das Direktmandat des Wahlkreises Cunninghame North, unterlag jedoch dem Labour-Kandidaten Allan Wilson deutlich und verpasste damit das Direktmandat des Wahlkreises. Da Ullrich auch auf den vorderen Rängen der Regionalwahlliste der SNP für die Wahlregion West of Scotland gesetzt war, erhielt sie eines von vier Listenmandaten für die SNP in dieser Wahlregion und zog in das neugeschaffene Schottische Parlament ein. Zu den folgenden Parlamentswahlen 2003 trat Campbell nicht mehr an und schied zum Ende der Legislaturperiode aus dem Parlament aus.